# 짜파게티
짜파게티는 농심에서 생산하고 판매하고 있는 짜장라면이며, 대한민국의 인스턴트 짜장면으로, 1984년 3월 19일에 첫 출시되었다(당시 한 개당 200원).
이름은 짜장면과 스파게티의 합성어로 , 면발, 분말짜장스프, 건더기스프, 올리브유 등이 함유된 유성스프가 들어 있다(올리브유는 1996년부터 유성스프에 첨가).
대한민국에서 2번째로 많이 판매되는 라면 브랜드다.
1986년에는 새우 짜파게티도 출시된 바가 있었지만 당시 엄청 비싼 가격으로 인해 판매 부진 탓에 결국 실패작으로 단종되고 말았으며, 2004년 9월 6일 사천요리 짜파게티를 출시하였다.

## 제품
짜파게티
1984년 출시된 짜파게티 시리즈의 오리지널 제품이다.

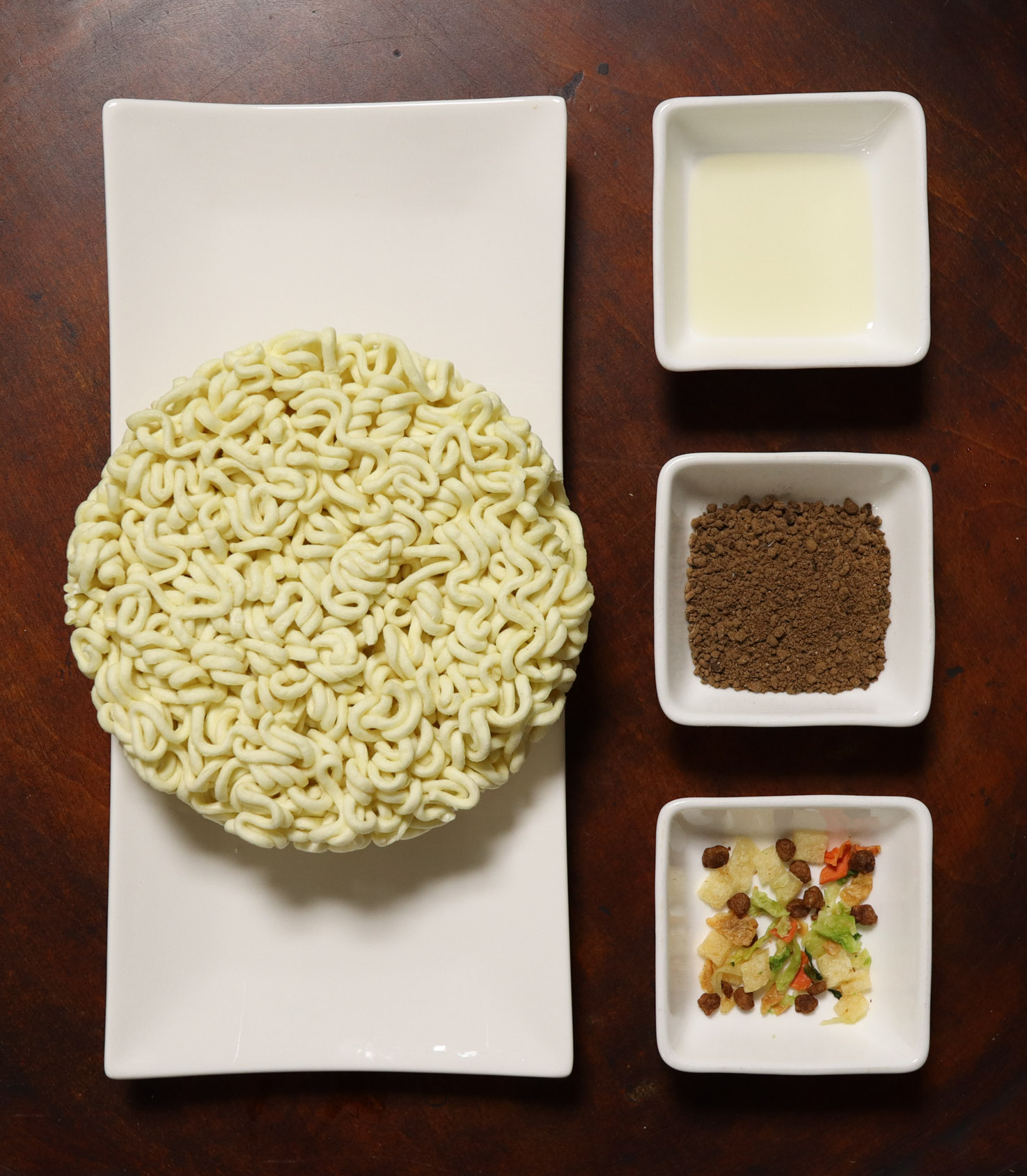
짜파게티 재료
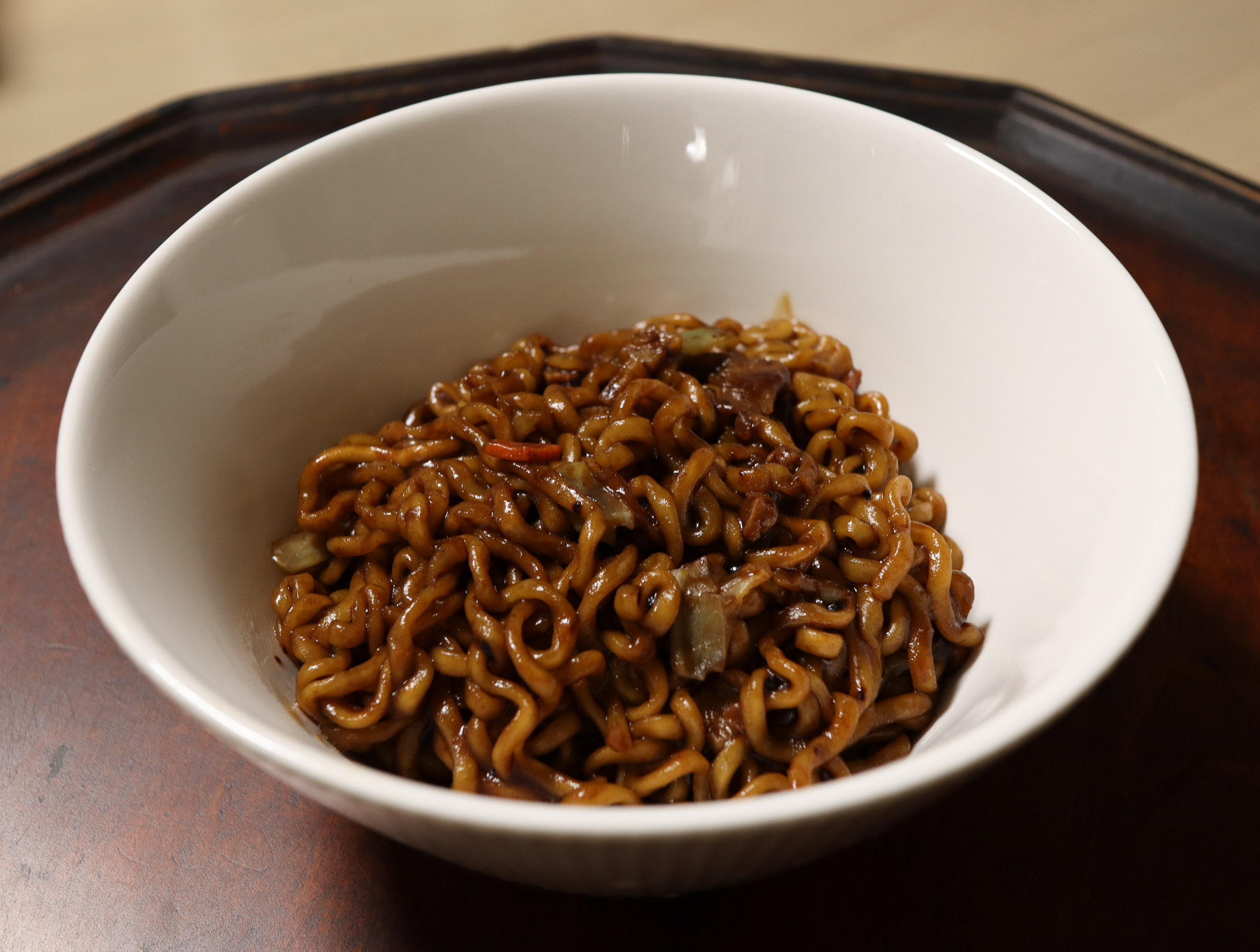
짜파게티

짜파게티 컵
짜파게티는 컵라면으로도 만들어져 시중에 판매되고 있다. 물을 280ml 넣고, 물은 버리지 않고 비벼 먹는 방식이다. 열랑에 비해 나트륨은 다른 라면보다 조금 낮은 편이다. 스파게티의 부드러운 맛에 짜장을 가미해 짜파게티로 이름을 붙인 라면이다.
사천 짜파게티
짜파게티의 매콤한 버전이다. 고추기름이 들어있는게 오리지널과는 다른 특징이다.

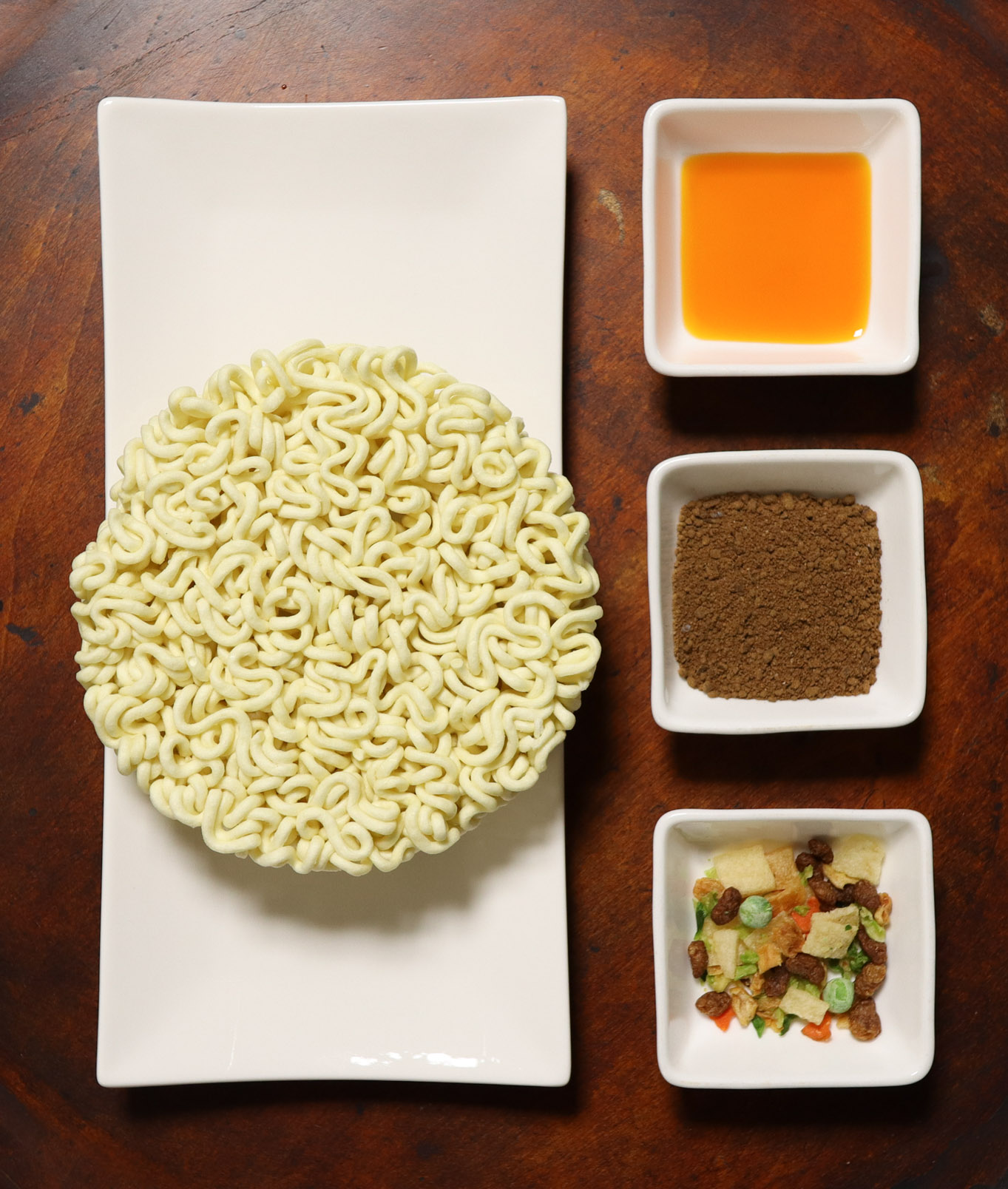
사천 짜파게티 재료
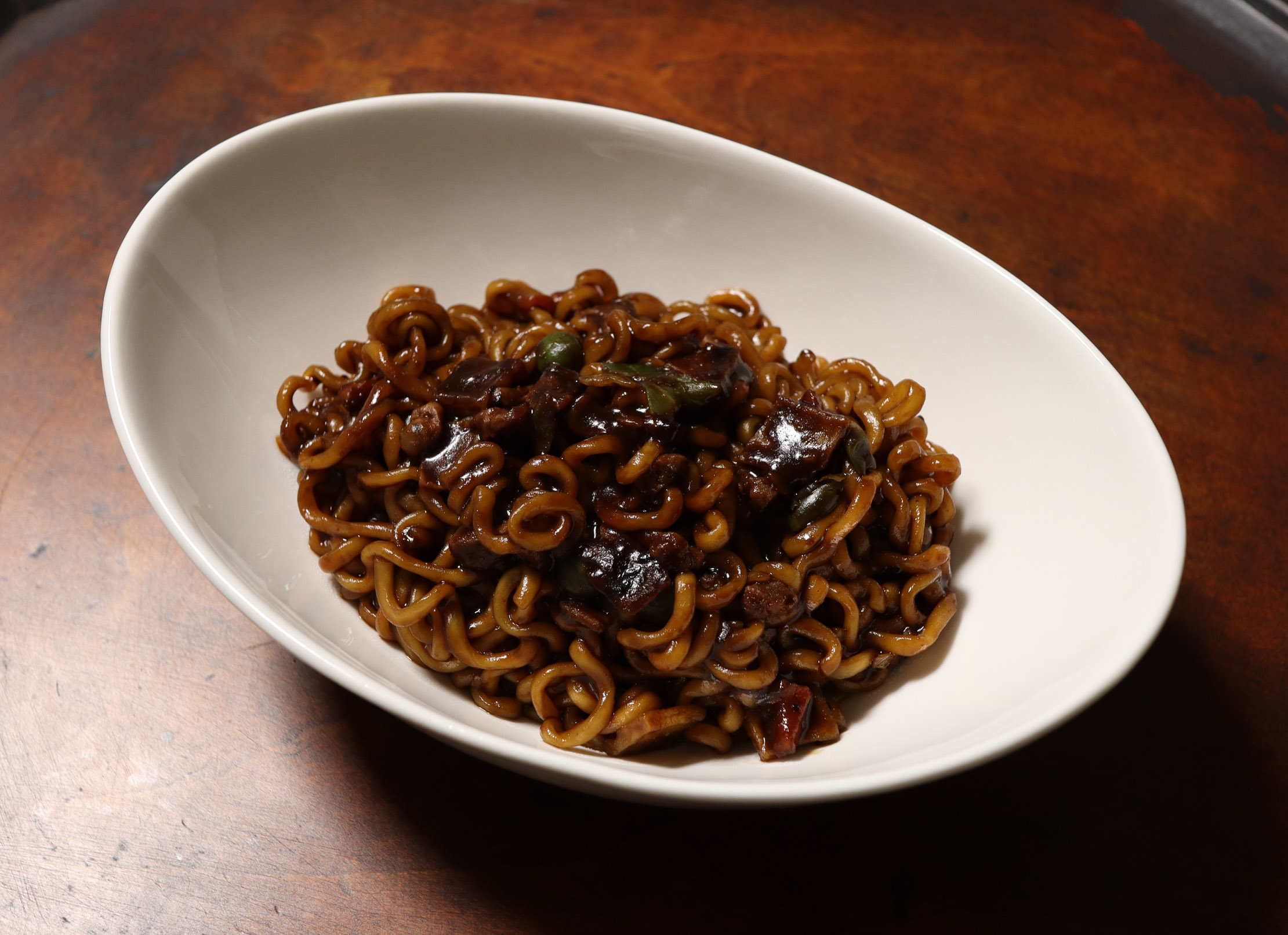
사천 짜파게티

## 협업 제품
쫄병스낵으로도 출시되었다. 중량은 77g으로 짜파게티의 맛을 스낵으로 구현해 놓은 것이며, 비슷한 사례로는 농심 포테토칩의 육개장 사발면 맛과 같은 유사 배리에이션이 있다. 그래서 쫄병스낵에 짜파게티맛이 있고 양파링에 짜파게티 원료를 섞인 짜파링도 물론 있다.

## 문화에서
아카데미상을 수상한 대한민국 영화 《기생충》에서 짜파게티와 너구리를 혼합한 "짜파구리"라는 이름의 음식이 요리되었다. 영어판에서는 ram-don으로 번역되었으며 이는 라면(ramen)과 우동(udon)의 결합이다. 농심은 유튜브 채널에서 짜파구리의 공식 레시피를 공개하였다.

## 기타 배리에이션 제품
짜파게티의 동생인 짜왕을 2015년에 선보였고, 2019년에는 건면을 기초로 가공시킨 짜왕 건면까지 출시되었던 것으로 보인다. 또한 1994년에는 유니 짜파게티를 내놓은 적이 있다. 그리고 올리브유 별첨스프를 포장재 내부에 삽입한 올리브 짜파게티로 잠시 리뉴얼한 적이 있었다.

## 같이 보기
- 농심
- 짜왕
- 안성탕면
- 오징어짬뽕
- 신라면
- 짜파구리
- 너구리